# Chatham Channel
Chatham Channel är ett sund i Kanada.   Det ligger i Regional District of Mount Waddington och provinsen British Columbia, i den sydvästra delen av landet, 3 700 km väster om huvudstaden Ottawa.
I omgivningarna runt Chatham Channel växer i huvudsak barrskog. Trakten runt Chatham Channel är nära nog obefolkad, med mindre än två invånare per kvadratkilometer.